# Оранжевый GGN
Оранжевый GGN (англ. Orange GGN), также известен как альфа-нафтол оранжевый (англ.  alpha-naphthol orange), является пищевым красителем, зарегистрированным в качестве пищевой добавки E111.
Спектр поглощения Оранжевого GGN и Жёлтый «солнечный закат» практически идентичен в видимом и ультрафиолетовом диапазоне, но отличается в инфракрасном.

## Синтез
Оранжевый GGN можно получить в щёлочном растворе путём диазотирования 3-аминобензолсульфокислоты и последующего сочетания с 2-нафтол-6-сульфокислотой (эйконогеном).

## Токсичность
1 января 1978 года Оранжевый GNN был исключён из регламента Европейского союза по пищевым красителям директивой 76/399/EC из-за установленной токсичности, как показали проведённые токсикологические исследования. С тех пор этот краситель запрещён к применению в США, Европе и Российской Федерации. Несмотря на это, Оранжевый GGN используется в косметике в очень низких концентрациях и обозначен как IC 15980.